# Hifikepunye Pohamba
Hifikepunye Lucas Pohamba, född 18 augusti 1935 i Okanghudi i norra Namibia, är en namibisk politiker. Han var Namibias president från 2005 till 2015, då han efterträddes av Hage Geingob.
Hifikepunye Pohamba växte upp i Ovamboland och gick i missionsskola tillhörande Anglican Church of Southern Africa. Han var vid 25 års ålder en av dem som grundade befrielserörelsen SWAPO. Han satt under det sydafrikanska styret fyra månader i fängelse i Namibia för politisk aktivism, och därefter två år i husarrest i Ovamboland.
Han var efter Namibias självständighet parlamentsledamot, inrikesminister 1990-95, fiskeriminsiter 1995-97, minister utan portfölj 1997-2000 och minister för landfrågor 2001-05, innan han valdes till president efter Sam Nujoma 2004. Inom SWAPO har han samtidigt varit generalsekreterare 1997-2002, vice ordförande 2002-07 och ordförande från 2007. Han vann presidentvalet 2004 över dåvarande premiärminister Nahas Angula och den tidigare utrikesministern Hidipo Hamutenya. Han hade stöd av sin föregångare som landets president, Sam Nujoma. Pohamba förde en mer samförståndsinriktad och lågmäld politik än vad Nujoma gjorde. 
Hifikepunye Pohamba fick Mo Ibrahim-priset för afrikanskt ledarskap i mars 2015. Priskommittén pekade bland annat på att han visat respekt för att landets styrs av lag, konsekvent arbetat för fattigdomsutrotning och för jämställdhet mellan könen.
Han är sedan 1983 gift med Penexupifo Pohamba och har sex barn.